# Rom, o Cavaleiro do Espaço
Rom the Spaceknight  é um super-herói cósmico criado por Scott Dankman, Richard C. Levy e Bryan L. McCoy para a Parker Brothers, atualmente uma subsidiária da Hasbro. Rom apareceu na revista em quadrinhos Rom: Spaceknight (dezembro de 1979 - fevereiro de 1986) por Bill Mantlo e Sal Buscema, publicada pela Marvel Comics. Em julho de 2015, a IDW Publishing começou a publicar uma nova série de quadrinhos em quadrinhos. Em dezembro do mesmo ano, uma versão cinematográfica live-action de Rom estava em desenvolvimento pela Allspark Pictures e Paramount.
Em maio de 2023, a Marvel readquiriu os direitos para publicar o personagem.

## Histórico da Publicação

### Brinquedo
"Rom The Space Knight" foi um brinquedo co-criado por Bing McCoy e Richard Levy (US Patent #4.267.551). Ele foi vendida para a Parker Brothers, e foi a inspiração para a série em quadrinhos. O brinquedo era originalmente chamado de COBOL (nome inspirada na linguagem de programação), que mais tarde foi alterado para "Rom" (vindo de ROM, memória somente leitura) por executivos da Parker Brothers.
O brinquedo estabeleceu um precedente para a empresa, que até então só havia produzido jogos de tabuleiro. Como resultado, o produto final tinha muito poucos pontos de articulação e Os LEDs serviram como olhos de Rom em vez do verde originalmente imaginado, que eram mais caros de produzir. 
Rom foi licenciado para Palitoy no Reino Unido para estender a linha "Space Adventurer" de Action Man, aparecendo em seu catálogo de 1980.
Não muito tempo depois de sua estréia, Rom apareceu num pedaço da capa da revista Time de 10 de dezembro de 1979. Foi destaque no artigo "Those Beeping, Thinking Toy"s, que condenou a falta de articulação de Rom e previu que iria "acabar entre as bolas de poeira sob o sofá da sala de jogos".
Durante a San Diego Comic-Con 2017, um novo action figure de Rom foi lançada para a convenção e na HasbroToyShop.com em quantidades limitadas, como parte do IDW Revolution, ao lado de figuras de Jetfire, Roadblock, Action Man, Leoric, personagens do Micronautas, um Espectros e Matt Trakker.

### Marvel Comics
Para aumentar o interesse pelo brinquedo, a Parker Brothers licenciou o personagem para a Marvel Comics, que criou uma revista em quadrinhos com o Rom. A história em quadrinhos expandiu-se na premissa de que Rom era um ciborgue e lhe deu uma origem, personalidade, um conjunto de personagens e vilões de apoio, bem como interação dentro do Universo Marvel. A história em quadrinhos foi escrita por Bill Mantlo e inicialmente ilustrada por Sal Buscema. Buscema afirmou em uma entrevista de 2010: "Eu gostei do personagem. E eu gostei do que eles fizeram com ele. Achei que o conceito era muito bom. Era único. Isso me atraiu. Eu quase odeio dizer isso, mas foi muito fácil de desenhar também. Buscema foi o principal desenhista da série desde sua criação até 1984. Steve Ditko assumiu os dois últimos anos da série original.
Em última análise, o brinquedo fracassoue vendeu apenas 200.000 a 300.000 unidades nos Estados Unidos, o criador McCoy culpa a falha nas embalagens e marketing ruins. A Parker Brothers posteriormente abandonou a linha.
A história em quadrinhos sobreviveu ao brinquedo que foi criado para apoiar. A série durou 75 edições (sem incluir as quatro edições anuais) de dezembro de 1979 a fevereiro de 1986. Os encontros regulares de Rom com heróis e vilões dominantes o estabeleceram como parte da continuidade da Marvel.

### IDW Publishing
Em 7 de maio de 2016, tendo licenciado o personagem da empresa-mãe da Parker Brothers, Hasbro, a IDW Publishing estreou um novo Rom # 0 como parte do Free Comic Book Day. A edição gratuita serve como um prólogo para uma nova série em andamento que começou em julho de 2016.
Uma nova série intitulada Rom: Dire Wraiths, escrita por Chris Ryall e desenhada por Luca Pizzari, Guy Dorian e Sal Buscema, foi publicada em janeiro de 2020.

### Marvel Comics (2023)
Em maio de 2023, foi revelado que a Marvel renovou sua licença com a Hasbro para publicar o personagem ROM mais uma vez. Embora uma nova série ainda não tenha sido revelada; uma edição fac-símile da primeira edição será lançada em setembro de 2023, “Classic Years” Marvel Omnibus Volume 1 foi lançado em janeiro de 2024.

## Histórico ficcional

### Marvel Comics
Rom nasceu há cerca de 200 anos terrestres no planeta Gálador, lar de uma pacífica civilização no auge de sua prosperidade. Sendo a guerra, a pobreza e a doença algo praticamente esquecido os galadorianos decidiram enviar uma frota de naves para percorrer toda a galáxia, partilhando sua tecnologia e princípios de vida com outras civilizações.
Os galadorianos foram bem recebidos em todos os mundos que chegaram, mas ao penetrarem na misteriosa Nebulosa Negra pela primeira vez foram emboscados uma armada de naves guerreiras. Essas naves pertenciam ao Espectros (dire wraiths), uma civilização hostil de seres metamorfos, que combinavam alta tecnologia e magia negra e pretendiam conquistar toda a galáxia. Após uma feroz batalha, os Espectros destruíram toda a frota galadoriana invocando um gigantesco demônio espacial chamado [sa da Morte (deathwing). Antes de morrer o comandante da frota conseguiu enviar uma mensagem para Gálador alertando do perigo que os Espectros representavam.
O Conselho de Gálador, tomando conhecimento da tragédia, iniciou medidas para se defender e livrar a galáxia da sombra conquistadora dos espectros. Desenvolveram armas de defesa avançadíssimas, sendo as principais o Projetor do Limbo, uma devastadora porém não letal arma que bania os atingidos por seus raios para a dimensão etéra do Limbo, onde ficariam presos por toda a eternidade. Além dele, criaram poderosas armaduras capazes de dotar seus usuários de incríveis poderes, mas que custavam a eles sua humanidade, ao torna-los mais máquinas do que homens. A cirurgia para ligar alguém a essas armaduras era irreversível e o sacrifício exigido dos seus usuários era enorme. Por isso, o Conselho pediu voluntários incapaz de forçar alguém a tal ato de despreendimento heróico.
Rom foi o primeiro cidadão de Gálador a se oferecer para a transformação. Com seu exemplo, milhares o seguiram. Eles se tornaram os Cavaleiros Espaciais de Gálador. Cada um recebeu uma armadura diferente, dotada de poderes especiais para cada galadoriano. 
Sem perda de tempo os Cavaleiros partiram para a Nebulosa Negra.
A guerra foi violenta e terrível. Centenas de cavaleiros pereceram. Mas com determinação e coragem destruíram a maior parte das naves dos Espectros e suas bases nos mundos da Nebulosa. Na batalha final, Rom, que havia se destacado como grande líder e herói dos cavaleiros espaciais, conseguiu destruir Asas da Morte.
Um grande número de espectros, porém, haviam fugido da derrota na Nebulosa Negra e se espalhado por milhares de mundos,usando seus poderes metamórficos para conquistar e usar esses mundos como armas em uma guerra de vingança contra Gálador. Rom e os demais cavaleiros, então, partiram em uma busca centenária por toda a galáxia, encontrando e banindo os malignos espectros antes que pudessem realizar seus planos.
Dois séculos de lutas depois, o Sensor de Rom localizou uma grande colônia de Espectros na Terra, onde as criaturas haviam assumido a forma de humanos e se infiltrados em postos-chave por todo o planeta. Chegando a Terra, Rom passou a eliminar sistematicamente os malignos feiticeiros espaciais. Porém, seus atos foram durante muitos anos confundios com assassinato de pessoas inocentes, e sua aparência robótica provocava medo e desconfiança. Por isso, era constantemente perseguido pelas autoridades terrestres e os super-heróis, que o consideravam um "invasor alienígena". Durante muito tempo, seus únicos aliados foram os jovens Steve Jackson e Brandy Clarck, que acabou se apaixonando pelo nobre Cavaleiro Espacial, embora seu amor nunca pudesse voltar a ser um homem real.

Durante o casamento de Rick Jones com Marlo Chandler, o Rom humano voltou à Terra, junto com Brandy, como convidados da cerimônia, e Rom cumprimentou o Hulk com um aperto de mão amigável.
Na minissérie Spaceknights (outubro de 2000 - fevereiro de 2001), escrita por Jim Starlin, é revelado que Rom adotou o nome Artour (uma referência ao amor de Brandy pelas lendas arturianas, e talvez em memória de seu próprio encontro com o fantasma do Rei Arthur). ) e que ele e Brandy tiveram dois filhos. O próprio Rom não é realmente visto na série, nem é mencionado por esse nome ou mostrado em sua forma de cavaleiro do espaço (possivelmente para contornar o fato de que a Marvel não detinha mais a licença da Parker Brothers, que manteve os direitos autorais do nome de Rom e blindou semelhança); sua nave é atacada fora do painel pouco antes do início da história, com o próprio Rom desaparecido e dado como morto.
Spaceknight Morn, "progenitor de um novo tipo de guerreiro", aparece em um flashback em Cable #1 (maio de 2020).

#### Fatos Relacionados
Na época trabalhando para o governo e inspirado pela arma de ROM, Forge criou uma replica do Neutralizador que acabou nas mãos de Henry Peter Gyrich, que na intenção de anular os poderes da Vampira acabou atingindo a Tempestade (Ororo Monroe), anulando temporariamente seus poderes.Forge, sentindo-se responsável, acolheu Ororo e ambos acabaram se apaixonando.Ororo quando descobriu que Forge era o criador da arma que tirou seus poderes ela se sentiu traída e o abandonou.Este episódio influenciou muito na fase dos X-Men.

### Hasbro Comic Book Universe
Rom desempenha um papel importante no universo de quadrinhos da Hasbro pela IDW Publishing.
Duzentos anos atrás, Rom K'atsema vivia uma vida idílica com seu irmão e suas mães no pacífico planeta Elonia, um mundo constantemente protegido por um poderoso escudo que bloqueava destroços e invasores em potencial. Rom estudou geologia na Universidade de Artes e Ciências de Elonia e se tornou amigo de Livia e Fy-Laa. Um dia, os três investigaram uma misteriosa chuva de meteoros que havia rompido o escudo de Elonia e descobriram que os meteoros explosivos eram de origem Terrível Wraith: armas projetadas para penetrar o escudo antes de uma possível invasão de Espectros, em última análise, responsáveis por matar sua família. Quando os Cavaleiros Espaciais da Ordem Solstar intervieram, Rom soube que uma de suas mães foi infectada por um Espectro e se transformou em uma delas. Prometendo vingar sua família, Rom e seus amigos se juntaram à Ordem Solstar como Cavaleiros Espaciais.
Em sua primeira missão, Rom seria responsável por descobrir o suprimento de Ore-12 de Elonia, um metal líquido milagroso capaz de se "ligar" a seu portador e se tornar uma armadura permanente. Percebendo que este metal misterioso era a razão pela qual os Dire Wraiths atacaram seu mundo, a Ordem Solstar iria minerar o resto do minério e equipar o resto de seus Cavaleiros Espaciais com a substância. Logo depois, Rom - agora um Cavaleiro Espacial de pleno direito - deixou Elonia, deixando para trás um farol em memória de sua família. Ao longo dos próximos cinquenta anos, Rom participou de uma variedade de batalhas contra os Espectros, e participou da batalha massiva que viu o atual planeta natal dos Espectros, dentro da Nebulosa Negra, ser destruído. Os Cavaleiros Espaciais passaram os próximos anos perseguindo as forças remanescentes dos Terríveis Espectrosem planetas remanescentes dentro do território Solstar.
Quando Rom chegou à Terra, foi julgado erroneamente como Cybertroniano. Ele matou um Espectros personificando o General Joseph Colton, que mais tarde expôs a infiltração Wraith ao redor da Terra. Com o tempo, ele ganhou novos aliados como os Micronautas e, juntos, eles pararam o Barão Karza e a Presença (a deusa Wraith). Quando Unicron chegou, ele destruiu Elonia, o que fez Rom aprender mais sobre o monstro e sua ligação com a criação dos Terríveis Espectros. Quando Unicron foi destruído graças ao sacrifício de Optimus Prime, Rom e os Elonianos sobreviventes aceitaram a Terra como seu novo planeta natal, e Rom e Livia reacenderam seu relacionamento anterior.

## Publicação no Brasil
Rom teve suas histórias publicadas nas revistas Incrível Hulk, X-Men, Superalmanaque Marvel n° 1) e Almanaque Premiére Marvel .

## Armas e habilidades
- Armadura galadoriana – pressurizada, pode manter o usuário em situação agradável no espaço, no fundo do mar ou no centro de um vulcão ativo. É feita de um aço galadoriano chamado Plandanium que nem o adamantium demonstrou ser capaz de causar grandes danos, isso fornece uma grande proteção ao usuário. O elmo da mesma fornece visão infravermelha. Exoesqueleto que aumenta a força.
- Neutralizador – a arma principal de Rom, possui três formas distintas evocadas pelo usuário quando necessário. Nesta forma dispara rajadas escarlates em cone ou raio que neutralizam qualquer forma de radiação(permanente), habilidade mutante(temporariamente), doenças(permanente), magias(as dissipa, mas não impede que sejam relançadas).
- Analisador – a segunda forma de sua arma - um feixe de luz escarlate em forma de cone analisa o alvo completamente descobrindo sua verdadeira forma caso esteja transformado em outra coisa, detecta doenças, radiação, magia.
- Erradicador – a terceira forma de sua arma - um feixe de luz escarlate em forma de raio ou cone chato que pode banir para o limbo ou desintegrar o alvo, a escolha do usuário.
- Voo – jatos fundidos as costas da armadura.

## Outras versões
Como a Marvel Comics não possui mais os direitos de licenciamento para Rom da Parker Brothers, o personagem não tem permissão para aparecer em sua forma blindada. A Marvel encontrou maneiras de contornar esse dilema.
- Em 2000, a Marvel publicou uma série de cinco edições da SpaceKnights que apresentava um herói chamado Príncipe Tristan (codinome "Liberator") em uma versão redesenhada da armadura de Rom. Ele lutou ao lado de outros SpaceKnights em homenagem a alguns dos mais populares da série original.

- Na série Captain Marvel com Genis-Vell, Rick Jones mostrou possuir uma torradeira na forma do capacete de Rom.[18]

- No mundo alternativo de Terra X, Rom ironicamente havia sido banido para o Limbo e lutava contra os Espíritos Temidos que ele havia enviado para lá. Rom foi visto em forma humana empunhando seu Neutralizador e usando seu peito como um escudo. Ele foi referido apenas como "o maior cavaleiro espacial".[19]

- Em The Avengers #12.1, o o grupo de supervilões, Intelligencia, foi visto trabalhando com um 'cavaleiro espacial' que realmente estava hospedando a Inteligência Artificial Ultron[20]

## Controvérsias sobre republicações
Questões legais sobre a reimpressão de aparições em outros quadrinhos levaram a complicações. Breves aparições, como uma versão holográfica da personagem que aparece como uma distração em Uncanny X-Men #187, permaneceram intactas, assim como os verbetes de Rom nas edições encadernadas da coleção Essential Marvel para o  Official Handbook of the Marvel Universe e sua sequência de edição de luxo. A capa do Essential Official Handbook of the Marvel Universe removeu Rom da arte usada para a capa da coleção.
Várias aparições de Rom foram completamente omitidas. Power Man and Iron Fist #73, que tinha a presença de Rom foi omitida de Essential Power Man e de Iron Fist vol. 1, e o mesmo aconteceu com Marvel Two-in-One #99, que foi omitido de Essential Marvel Two-in-One vol. 4, enquanto a edição encadernada de The Incredible Hulk: Regression apresenta uma versão fortemente editada de The Incredible Hulk # 296, removendo todas as aparições de Rom na edição. Além disso, o Rom #72, que foi uma ligação com a série Secret Wars II, foi omitido de  Secret Wars II Omnibus.
O Volume 1 da coleção Marvel Omnibus, previsto para ser lançado em janeiro de 2024, apresentará as primeiras 29 edições da série, bem como os mencionados anteriormente Power Man and Iron Fist #73; que não é impresso há anos devido aos direitos de licenciamento.

## Outras mídias
Cinema
Em 15 de dezembro, 2015, o site Hollywood Reporter informou que a Hasbro e a Paramount Pictures estão criando um universo cinematográfico combinando Rom com as franquias G.I. Joe, Micronauts, Visionaries: Knights of the Magical Light e M.A.S.K. . Michael Chabon, Brian K. Vaughan, Nicole Perlman, Lindsey Beer, Cheo Coker, John Francis Daley, Jonathan Goldstein, Joe Robert Cole, Jeff Pinkner, Nicole Riegel e Geneva Robertson juntaram-se à equipe de redação do projeto. Em março de 2018, Zak Penn assinou contrato para escrever o roteiro do filme Rom.
Televisão
Rom faz aparição cameo no desenho animado do Surfista Prateado.

Rom também apareceu em pelo menos um episódio do programa de paródia Robot Chicken, o programa do bloco Adult Swin do Cartoon Network.